# Neoempheria platycera
Neoempheria platycera är en tvåvingeart som beskrevs av Wu 1995. Neoempheria platycera ingår i släktet Neoempheria och familjen svampmyggor.
Artens utbredningsområde är Zhejiang (Kina). Inga underarter finns listade i Catalogue of Life.